# Distretto di Qordaj

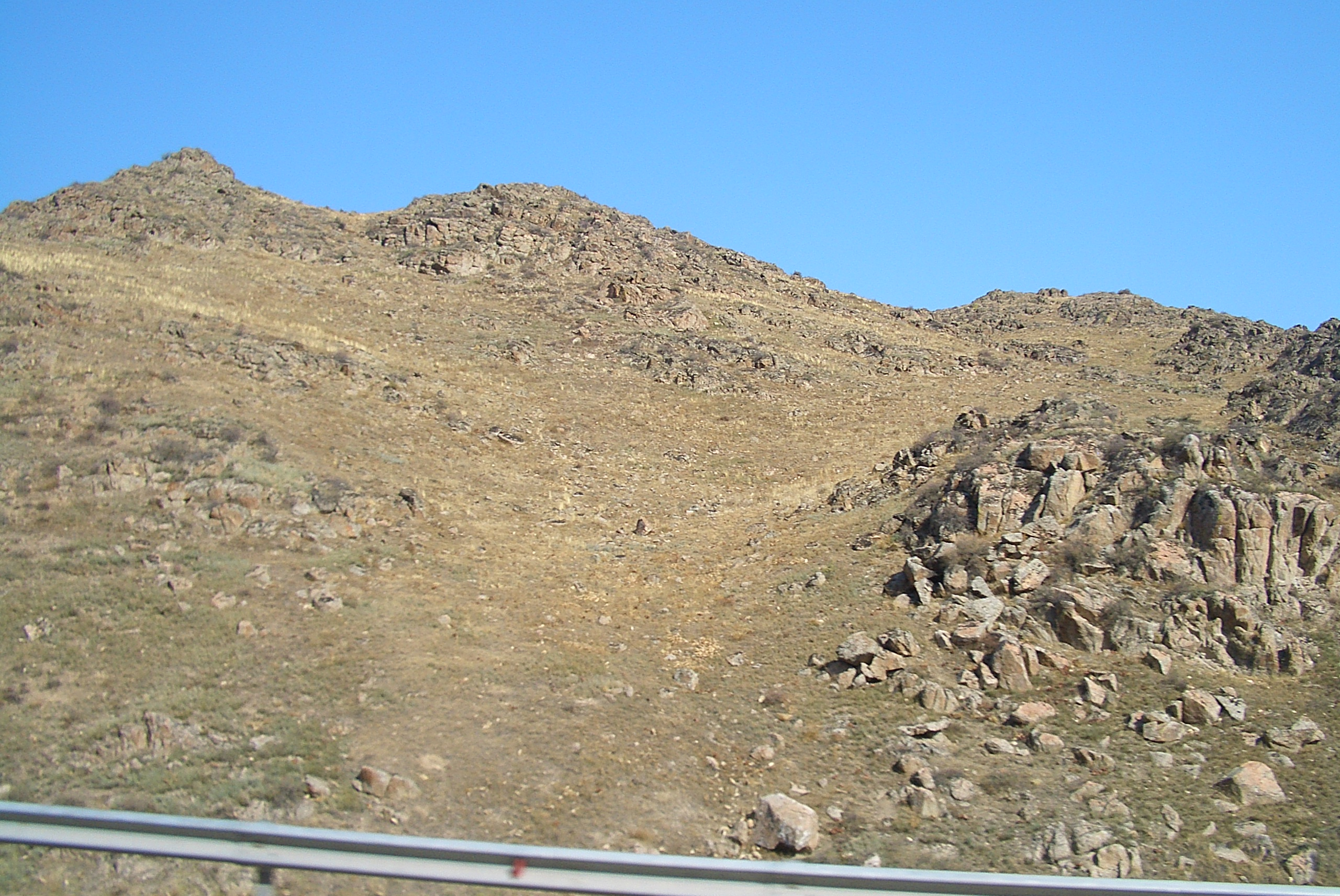
Panorama del distretto

Il distretto di Qordaj (in kazako: Қордай ауданы) è un distretto (audan) del Kazakistan con  capoluogo Qordaj.